# Mehdi Akhavan-Sales
Mehdi Akhavan Sales ; 1928-1990, (en persan : مهدی اخوان ثالث)), surnommé Omid (« Espérance »), est un des pionniers de la poésie moderne persane.
Il est né en 1928 au Khorasan et mort le 26 août 1990 à Téhéran. Son corps a été transporté à Tus et enterré près du mausolée de Ferdowsi.

## Référence
- Mahshid Moshiri, Dictionnaire des poètes renommés persans : À partir de l'apparition du persan dari jusqu'à nos jours, Téhéran, Aryan-Tarjoman, 2007.